# Siwce (obwód witebski)
Siwce (błr. Сіўцы, Siucy; ros. Сивцы, Siwcy) – wieś na Białorusi, w obwodzie witebskim, w rejonie postawskim, niecałe 7 km na północ od Postaw. Wchodzi w skład sielsowietu Jerzewo. Na wschód od wsi biegnie droga R27. Na południe od wsi znajduje się jezioro Białe.

## Historia
W 1744 roku Siwce leżały na terenie parafii w Postawach.
Wieś magnacka położona była w końcu XVIII wieku w powiecie oszmiańskim województwa wileńskiego.
W 1870 roku wieś leżała w wołoście Postawy, w powiecie dziśnieńskim guberni wileńskiej Imperium Rosyjskiego. Znajdowała się w majątku Zosino, należącym do hrabiego Tyzenhauza. 
Wieś została opisana w Słowniku geograficznym Królestwa Polskiego. Z opisu wynika, że w 1889 roku leżała w okręgu wiejskim Zosino, w gminie Postawy. W 11 domach mieszkało tu 130 mieszkańców, katolików.
W dwudziestoleciu międzywojennym leżała w granicach II Rzeczypospolitej w gromadzie Zabrodzie, w gminie wiejskiej Postawy, w powiecie postawskim, w województwie wileńskim. W 1930 r. wieś wchodziła w skład majątku Józefa Przeździeckiego.
Według Powszechnego Spisu Ludności z 1921 roku zamieszkiwało tu 250 osób, 1 była wyznania rzymskokatolickiego a 249 prawosławnego. Jednocześnie wszyscy mieszkańcy zadeklarowali białoruską przynależność narodową. Było tu 49 budynków mieszkalnych. W 1931 w 53 domach zamieszkiwało 279 osób.
Wierni należeli do parafii rzymskokatolickiej w Drozdowszczyźnie i prawosławnej w Rymkach. Miejscowość podlegała pod Sąd Grodzki w Postawach i Okręgowy w Wilnie; właściwy urząd pocztowy mieścił się w m. Połowo a najbliższy telefon w Woropajewie.
W 1938 roku miejscowość należała do gromady Zabrodzie gminy Postawy.
Po agresji ZSRR na Polskę w 1939 roku wieś znalazła się w granicach BSRR. W latach 1941–1944 była pod okupacją niemiecką. Następnie leżała w BSRR. Od 1991 roku w Republice Białorusi.